# Addo
Pour les articles homonymes, voir Addo (homonymie).
Addo est une localité dans le district de Sarah Baartman, et la province de Cap oriental, en Afrique du Sud.
C'est un territoire et une petite ville, avec une gare, à l'est du Sundays River, à environ 72 km au nord-est de Port Elizabeth. En 1931, environ 680 hectares ont été regroupés pour former un parc national, le parc national des Éléphants d'Addo,.